# Pavel Pitter
Pavel Pitter (13. července 1930 České Budějovice – 24. května 2014) byl český chemik a vysokoškolský pedagog. Profesně působil na Vysoké škole chemicko technologické (VŠCHT) v Praze, kde se zabýval hydrochemií, technologií čištění vody a kvalitou vody.

## Biografie
Pavel Pitter se narodil v Českých Budějovicích. V roce 1950 maturoval na Reálném gymnáziu v Č. Budějovicích. Ve studiu pokračoval od roku 1951 na Fakultě technologie paliv a vody tehdejší Vysoké školy chemicko-technologického inženýrství v Praze. V práci na fakultě pokračoval i po ukončení studia roku 1956 na pozici asistenta. Roku 1963 obhájil titul kandidáta věd (CSc.). Hodnost doktora věd (DrSc.) obdržel roku 1987.
V rámci své pedagogické činnosti přednášel kurz Chemie vody a Hydrochemie. Je autorem i příslušných učebních textů. Roku 1978 byl jmenován docentem pro obor hydrochemie. Roku 1990 byl jmenován profesorem pro obor technologie vody. Roku 1989 byl zvolen vedoucím Ústavu technologie vody a prostředí VŠCHT. Tuto funkci zastával až do roku 1997.
Odborně se věnoval především problematice čištění vody. Zkoumal vztahy mezi biologickou rozložitelností organických látek a jejich chemickou strukturou. Spolu s doc. Chudobou vydal v roce 1990 v nakladatelství CRC Press v USA monografii „Biodegradability of Organic Substances in the Aquatic Environment“. Jeho monografie Hydrochemie vyšla poprvé v roce 1981. Později následovala další vydání v letech 1990, 1999, 2009. Poslední 5. aktualizované a doplněné vydání vyšlo v roce 2015.

## Členství v odborných společnostech a ocenění
- člen Inženýrské akademie České republiky, 1999
- zakládající člen Československé asociace vodárenských expertů
- člen Asociace pro vodu ČR
- Medaile prof. Ferdinanda Schulze, Fakulta technologie paliv a vody VŠCHT, 1985
- Medaile prof. Emila Votočka, 2002
- Cena Vladimíra Lista, ÚNMZ, 2009